# Alpaida jacaranda
Alpaida jacaranda är en spindelart som beskrevs av Levi 1988. Alpaida jacaranda ingår i släktet Alpaida och familjen hjulspindlar. Inga underarter finns listade i Catalogue of Life.